# Єдліна-Здруй
Єдліна-Здруй (пол. Jedlina-Zdrój, нім. Bad Charlottenbrunn) — курортне місто в південно-західній Польщі, на річці Бистшиця.
Належить до Валбжиського повіту Нижньосілезького воєводства.

## Демографія
Демографічна структура станом на 31 березня 2011 року:
|          | Загалом | Допрацездатний вік | Працездатний вік | Постпрацездатний вік |
| -------- | ------- | ------------------ | ---------------- | -------------------- |
| Чоловіки | 2393    | 429                | 1681             | 283                  |
| Жінки    | 2689    | 432                | 1567             | 690                  |
| Разом    | 5082    | 861                | 3248             | 973                  |